# Dire Tladi
Dire Tladi est professeur de droit international au Département de droit public et à l’Institut de droit international et comparé en Afrique de l’Université de Pretoria et professeur extraordinaire au Département de droit public de l’Université de Stellenbosch. Il a été conseiller juridique principal de l'État pour le droit international auprès du ministère sud-africain des relations internationales et de la coopération et conseiller juridique auprès de la mission de l'Afrique du Sud auprès des Nations Unies.
Il est actuellement juge sud-africain à la Cour internationale de justice depuis le 6 février 2024, .
Ses principales spécialisations académiques sont le droit international public, le droit des droits de l’homme, le droit de l’environnement et le droit pénal international.

## Carrière
Dire Tladi obtient son diplôme BLC et LLB avec mention de l'Université de Pretoria (Afrique du Sud), un LL. M. de l'Université du Connecticut (États-Unis) et un LLD (droit international) de l'Université Erasmus (Pays-Bas).
Il est co-rédacteur en chef de l’Annuaire sud-africain de droit international. Il siège au comité de rédaction de la revue Constitutional Court Review de la Pretoria University Law Press (PULP).
En plus de plus de 50 publications scientifiques, Dire Tladi a également publié un roman, Blood in the Sand of Justice, basé sur le récit fictif de l’assassinat du procureur de la Cour pénale internationale. De 2012 à 2022, il est membre de la Commission du droit international des Nations Unies 
En 2020, Tladi est nommé par la National Research Foundation comme titulaire de la chaire de recherche sud-africaine en droit international constitutionnel à compter de 2021.

## Publications
- Peremptory Norms of General International Law (Jus Cogens) : Disquisitions et disputes (Brill, 2021) [5]
- The Trialogues on War and Peace: Vol I Use of Force Against Non-State Actors O’Connell, Tams and Tladi  (éditeurs de la série : Anne Peters et Christian Marxsen) (Cambridge, 2019)
- Duagrd's International Law: A South African Perspective  (Juta, 2018) (Avec J Dugard, M du Plessis et T Maluwa)
- The Pursuit of a Brave New World in International Law: Essays in Honour of John Dugard (Brill 2017) (avec Maluwa et du Plessis)
- Sustainable Development in International Law: An Analysis of Key Enviro-Economic Instruments (2007) PULP (ISBN 0-9585097-9-4)